# Szálláskertes település
A szálláskertes, más elnevezéssel kétbeltelkes település Magyarországon a kora újkorban elsősorban az Alföldön elterjedt megosztott településtípus, amely mára gyakorlatilag megszűnt.

## Jellegzetességei
A kétbeltelkes települések esetében a háztartások két beltelekkel rendelkeztek. Az egyiken állt az általában körülkerítetlen lakóház a városközpontban, a másik telek pedig a rajta álló gazdasági épületekkel a várost körülvevő övben (kertség) vagy a lakóövezettől elkülönülő csoportban helyezkedett el. A gazdasági telket nevezték szálláskertnek, akónak, akókertnek, ólaskertnek, majorkertnek, istállókertnek, szérüskertnek vagy egyszerűen csak kertnek is. A település magjában a telkek igen kis méretűek voltak, míg a kertövezetben nagyobb méretű, szabálytalan alakú telkeket alakítottak ki.
A kert általában nem jelentett megművelt területet, az elnevezés az állatok teleltetésére, ellátására szolgáló területet takart. Itt tárolták a gazdasági eszközöket is, és itt nyomtatták a gabonát. Háztáji mezőgazdasági munkát a lakóövezetben nem végeztek, az legfeljebb csirke- vagy sertésnevelésre korlátozódott. A munkamegosztásnak megfelelően a férfiak általában a szálláskertben tartózkodtak, a település belsejében álló lakóház inkább csak a nőknek és a gyerekeknek szolgált állandó lakhelyül.
A kétbeltelkes települések sűrűn beépített belső magját gyakran vette körül (palánk)fal. A sík vidéken, földrajzi akadály nélkül terjeszkedő kétbeltelkes települések rendszerint kör alakot öltöttek.  A 19-20. század között gyakorlatilag mindenhol megszűnt a rendszer a fenyegetettség csökkenésének, illetve a mezőgazdaság intenzívebbé válásának köszönhetően. A 20. század elejére az egykori kertöv beépült, kinézetében egyre inkább a városmagra hasonlított. A gazdálkodás helyszínei ekkorra már javarészt a település határában felépített tanyák lettek. A két beltelek méretbeli különbsége (a belső kisebb, a külső nagyobb volt) máig megfigyelhető számos város építészetében. Jó példa erre Hajdúböszörmény, amely a mai napig gyűrűs felépítését is megőrizte.
A kétbeltelkes település utcahálózata szabálytalan. Az utcák mindenféle rendszer nélkül, zegzugosan futnak, közöttük számos átkötés és zsákutca található. Az utcahálózat gerincét a sugárirányban futó, a település széle felé tölcsérszerűen kiszélesedő utak jelentik. A kifelé táguló utcák hálózata az állattartás következménye. Ennek oka, hogy a reggelenként az ólaskertekből a legelők felé tartó csordákhoz az útba eső telkekről egyre több állat csatlakozott. A település széléhez közelítve a csorda egyre nagyobbra növekedett, így vonulásához szélesebb útra volt szüksége.

## Eredet
A kétbeltelkes településforma a halmazfalvak Magyarország keleti részén elterjedt változata. Györffy István álláspontja szerint ez a településforma a nomadizáló magyarság téli szálláshelyeinek állandóvá válásából vezethető le. Györffy szerint az egykori szállás központjában a nomádok sátrai álltak, a sátorvárost pedig az állatok számára fenntartott létesítmények, karámok és kezdetleges hodályok vették körül. A település fejlődése során a sátrakat állandó házak váltották fel, az állatok számára fenntartott övezetben pedig az egyes háztartásokhoz tartozó kertek és ólak váltak uralkodóvá. László Gyula szerint a kétbeltelkes településforma nem magyar, hanem avar eredetű.

## Külső hivatkozások
- megosztott település, Magyar néprajzi lexikon. Budapest: Akadémiai Kiadó (1977-1982)
- kétbeltelkes rendszer, Magyar néprajzi lexikon. Budapest: Akadémiai Kiadó (1977-1982)
- Mendöl Tibor. A falusias csoportos települések alaprajza. A Halmazfalu, Általános településföldrajz, 1 (magyar nyelven), Budapest: Akadémiai Kiadó, 226 - 232. o. (1963)